# Felipe Camiroaga
Felipe Humberto Camiroaga Fernández (né à Santiago, le 8 octobre 1966 et mort en mer dans un accident aérien le 2 septembre 2011 au large de l’archipel Juan Fernández) était un animateur de télévision et comédien chilien, surnommé le halcón de Chicureo — le faucon de Chicureo — une zone semi-rurale de Santiago où a vécu l’animateur. Il animait les programmes Buenos días a todos et Animal nocturno sur TVN.
Le 2 septembre 2011, Camiroaga voyageait en avion militaire avec une équipe du programme Buenos días a todos lorsque l'avion a disparu des écrans de contrôle au-dessus de l'Archipel Juan Fernández après deux tentatives infructueuses pour se poser sur la piste de l'aéroport de l'île. Des débris de l'avion ont été retrouvés en mer. Au lendemain de la disparition de l'avion, les autorités chiliennes déclarent qu’il n’y a pas de survivants. Le président de la République Sebastián Piñera décrète deux jours de deuil national, pour les 5 et 6 septembre, à la suite de cette catastrophe aérienne qui coûta la vie à 21 personnes. Le 9 septembre 2011 ont été retrouvés les corps sans vie du présentateur et de six autres personnes.

## Cinéma
- 2006 : Pretendiendo : Pepe

## Télévision

### Programmes
- 1988-1989 : Videotop (RTU) : Co-animateur
- 1990-1991 : Extra jóvenes (RTU) : Animateur
- 1992, 2005-2011 (†) : Buenos días a todos (TVN) : Animateur
- 1998, 2006 : La noche del mundial (TVN) : Animateur
- 1996-1997 : Motín a bordo (TVN) : Animateur
- 1998-2002 : Pase lo que pase (TVN) : Animateur
- 2002 : Con mucho cariño (TVN) : Animateur
- 2003-2004 : Ciudad gótica (TVN) : Animateur
- 2004 : Novios dulce condena (TVN) : Animateur
- 2004 : Pasiones (TVN) : Animateur
- 2006-2011 : Animal nocturno (TVN) : Animateur (avec Karen Doggenweiler (2010-2011))
- 2007-2008 : Pelotón (TVN) : Animateur
- 2009-2010 : Festival de Viña del Mar (TVN/Canal 13) : Animateur
- 2010 : Halcón y Camaleón (TVN) : Animateur (avec Stefan Kramer)

### Telenovelas
- 1993 : Jaque mate (TVN) : Aldo Tapia
- 1994 : Rojo y miel (TVN) : Javier Escudero (Antagoniste)
- 2008 : Hijos del Monte (TVN) : Lui-même
- 2009 : Los ángeles de Estela (TVN) : Lui-même

## Théâtre
- 2000 : Venecia